# Cliff Hawkins
Clifton Dominque Hawkins, detto Cliff (Dumfries, 24 dicembre 1981), è un ex cestista statunitense, professionista nella NBDL e in Europa.

## Palmarès
- Campione USBL (2005)